# الاقتصاد غير المؤسسي
الاقتصاد غير المؤسسي (بالإنجليزية: counter-establishment economics)‏، هي دراسة العمليات الاقتصادية ذات الطابع السلمي والتي يحظرها قانون الدولة.